# Follow Me Home
"Follow Me Home" é uma canção do girl group britânico Sugababes, lançado como o quarto single do seu quarto álbum de estúdio, Taller in More Ways (2005). A balada pop e R&B, foi escrita pelas integrantes da banda Keisha Buchanan, Mutya Buena e Heidi Range, com Jony Rockstar, Karen Poole e Jeremy Shaw. O produtor, Rockstar, desenvolveu a ideia de uma pessoa próxima como inspiração. Buena escreveu um verso sobre sua filha, enquanto Buchanan escrevia um verso baseado em seu amigo íntimo. A música foi lançada como o quarto single do álbum em 5 de junho de 2006 e contém vocais da Amelle Berrabah substituindo os de Buena, que deixou a banda em dezembro de 2005.
"Follow Me Home" recebeu críticas mistas dos críticos de música. Embora a instrumentação e os vocais do grupo tenham sido elogiados, a música foi criticada por sua lentidão e falta de inspiração. O single ficou entre os quarenta primeiros na Irlanda e no Reino Unido e também foi traçado na Romênia, na Eslováquia e no quadro dos singles europeus Hot 100. O videoclipe de "Follow Me Home" foi dirigido por Tony Tremlett e filmado em Praga, República Tcheca. Mostra as Sugababes em um ambiente de inverno e contém várias cenas do grupo em uma casa grande. As Sugababes performaram "Follow Me Home" no O2 ABC Glasgow, na NIA Academy e no Top of the Pops.

## Desenvolvimento e conceito
"Follow Me Home" foi escrito pelas Sugababes—Keisha Buchanan, Mutya Buena e Heidi Range— em colaboração com Jonathan Lipsey, Karen Poole e Jeremy Shaw, para o quarto álbum de estúdio da banda Taller in More Ways (2005). Lipsey desenvolveu a ideia de uma pessoa próxima como a inspiração para música. Buena escreveu o primeiro verso baseado em sua filha Tahlia, que nasceu em março de 2005. Ao escrever o verso, ela ponderou questões como "O que você diria a ela se ela já estivesse com problemas?", e "Como você dizia, eu sempre estarei lá para você?". Buena queria que as pessoas interpretasse o verso de maneiras diferentes, e afirmou que a letra veio naturalmente. Buchanan inspirou-se em seu amigo íntimo quando escreveu o outro verso. Lipsey produziu a música sob seu nome de produção, Jony Rockstar. "Follow Me Home" foi mixado e produzido no Metropolis Studios por Tom Elmhirst e Richard Wilkinson, respectivamente.
"Follow Me Home" é uma balada pop e R&B. Stuart Heritage do site HecklerSpray a descreveu como uma "balada tingida de R&B". A instrumentação consiste em teclados, guitarras, batidas e baixo, fornecidos por Shaw, Rockstar e Cameron McVey. De acordo com Alex Roginski, do Sydney Morning Herald, a música é "desenvolvida com a grandeza de cordas" dos produtores galês Hybrid e canaliza a música europeia electropop. O conceito principal de "Follow Me Home" é o romance e o conteúdo lírico da música é sobre proteger e não se afastar de alguém que você ama. Durante o refrão, as Sugababes cantam: "Não vou me afastar / vou ficar ao seu lado / estou aqui para você / pelo resto de nossas vidas".

## Lançamento e recepção
Em dezembro de 2005, Buena deixou as Sugababes devido a "razões pessoais" e foi substituída por Amelle Berrabah no mesmo mês. Algumas faixas do Taller em More Ways, foram posteriormente regravadas para conter os vocais de Berrabah em substituição dos da ex integrante; Estes incluíram "Gotta Be You", "Follow Me Home" e "Red Dress". Buena expressou sua decepção com a re-gravação de "Follow Me Home", dizendo: "Meu verso estava falando sobre minha filha, era algo pessoal." A música foi anunciada como o quarto e último single do Taller em More Ways e foi lançado como um CD single e digital download em 5 de junho de 2006. O CD single contém a edição de rádio da música além de dois remixes. O lançamento digital apresenta um cover do single "Living for the Weekend" da banda inglesa Hard-Fi.

### Recepção crítica
"Follow Me Home" recebeu críticas mistas de críticas. K. Ross Hoffman, da AllMusic, descreveu-o como um "mini-épico inspirador", enquanto o Nick Southall da Stylus Magazine, elogiou as "cordas lentas e românticas" da música. Talia Kraines, da BBC, notou que a música tinha uma padrão de nível próximo do single Too Lost in You de 2003 do grupo. QX deu a música sete de dez estrelas, escrevendo: "Com esta faixa temática de filme, elas permanecem fiel às suas raízes e mantêm sua posição como líderes em meio ao ranking acirrados de girl-bands no mercado". Stuart Heritage, de Hecklerspray, escreveu que a música "se beneficia de algumas cordas encantadoras e vozes lindas e sensuais", embora admitiu que o single não é tão emocionante quanto os anteriores do álbum.. Rick Fulton, do Daily Record, descreveu a música como uma das faixas mais pensativas do grupo, mas admitiu que não tem "pegada". Ele aplaudiu a versão Soul Seekerz Vocal Mix como "ofegante". Alexis Petridis, do The Guardian, criticou a música como tediosa e declarou que "é tão atraente quanto novos pais colocam suas fotos de bebê em você". Linda McGee da RTÉ.ie considerou faixa "nada especial".

### Desempenho comercial
"Follow Me Home" estreou e atingiu o pico no número 32 no UK Singles Chart, na edição de 17 de junho de 2006. Na semana seguinte, a música caiu dez lugares para o número 42, e em sua terceira e última semana no gráfico, caiu para o número 72. É o single de classificação mais baixa do grupo no Reino Unido, e um de seus singles menos vendidos. A música alcançou mais sucesso no Irish Singles Chart, onde alcançou o número 25 e passou quatro semanas no gráfico. A música estreou no número 88 no quadro de singles do Top 100 na Romênia, e atingiu o número 64 na semana seguinte. "Follow Me Home" conseguiu um pequeno sucesso na lista de singles eslovacos, onde atingiu o pico no número 93. O desempenho do single em toda a Europa, permitiu que ele traçasse no gráfico europeu European Hot 100, atingindo o pico de número 91.

## Promoção

### Videoclipe
Vídeo musical [editar fonte]

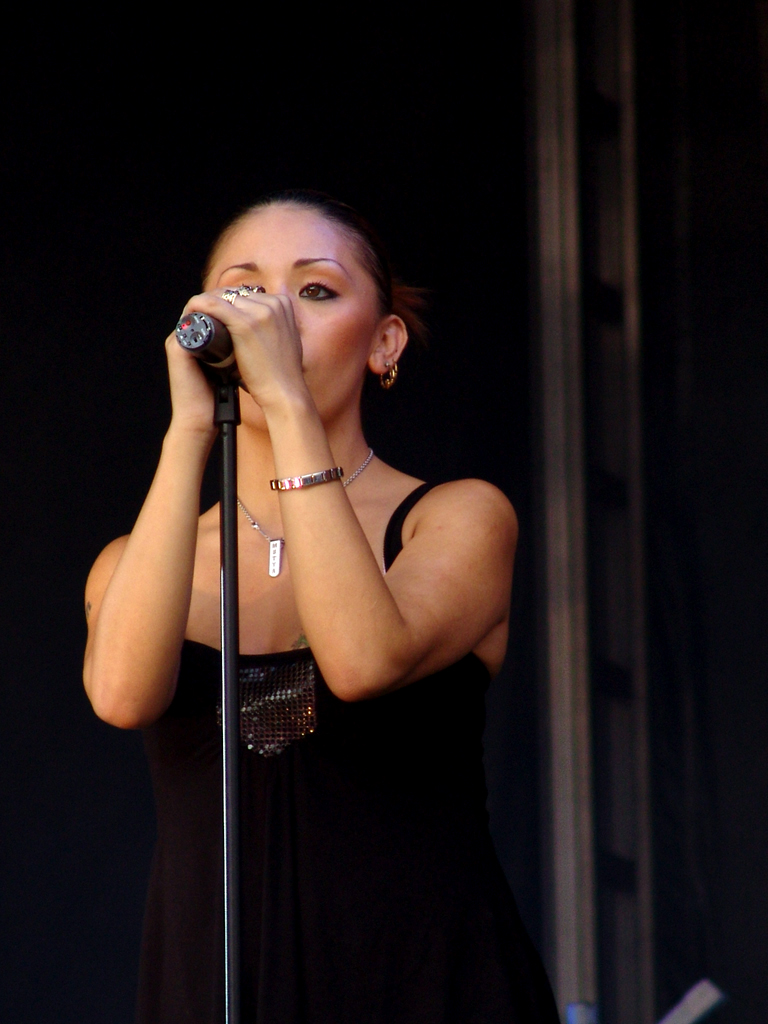
Mutya Buena expressou publicamente sua insatisfação com o vídeo.

O videoclipe de "Follow Me Home" foi dirigido por Toby Tremlett, que colaborou com o grupo no vídeo para o single Ugly". A filmagem do vídeo ocorreu em Praga, República Tcheca e a maioria das cenas foram filmadas em uma mansão. É ambientado no inverno e apresenta o Sugababes vestindo roupas de inverno, como casacos grossos e cachecóis. O clipe foi lançado na iTunes Store em 23 de maio de 2006 e é apresentado no lançamento do CD da música. O clipe se inicia com uma cena de uma garrafa de álcool e um copo ao lado dela. Em seguida, corta para uma cena de Berrabah em um sofá, enquanto as cenas de acompanhamento mostram Buchanan contra uma parede e Range em uma cama.
Um homem idoso é mostrado por uma piscina localizada na casa, enquanto uma jovem em um maiô está do outro lado. Outro homem idoso entra em uma sala na casa onde há outra menina. Ao longo do vídeo, várias cenas de homens mais velhos e mulheres mais jovens aparecem. No final do vídeo, Berrabah, Buchanan e Range são mostradas de pé no escuro no escuro. Um carro pára ao lado do trio e elas entram. Na última cena, um homem idoso observa enquanto o carro se afasta. Avril Cadden do Sunday Mail, elogiou o vídeo como "excelente". A ex-integrante do grupo, Buena, expressou sua insatisfação com o resultado do vídeo, dizendo: "Acabei de ver um grupo que eu criei em um clipe, com homens pervertidos e pedófilos". O vídeo alcançou o número oito no gráfico de videoclipes de TV do Reino Unido.

## Performances ao vivo
As Sugababes cantaram "Follow Me Home" em outubro de 2005 no O2 ABC Glasgow, onde se apresentaram para uma multidão de 300 vencedores da competição para promover o lançamento de Taller em Mais Ways. A música foi incluída na set list da Taller in More Ways tour. Gurdip Thandi, do Birmingham Mail, descreveu o desempenho do grupo no NIA Academy de Birmingham como "polido". Em junho de 2006, após o lançamento como single, o grupo cantou "Follow Me Home" no Top of the Pops.

## Faixas e formatos
| - CD1 single 1. "Follow Me Home" (Radio Edit) – 3.23 2. "Red Dress" (Kardinal Beats Remix) – 3.48 3. "Follow Me Home" (Soul Seekerz Vocal Mix) – 6.53 4. "Follow Me Home" (Video) – 3.23 | - CD2 single / digital download 1. "Follow Me Home" (Amelle Mix) – 3:59 2. "Living for the Weekend" (Ao vivo na Radio 1) – 3:12 |